# Let’s Talk About Love
„Let’s Talk About Love“ (в превод Да поговорим за любовта) е вторият албум на Модърн Токинг. Записан е през юли 1985 година и излиза на 14 октомври. От него има пуснат само един сингъл – „Cheri, Cheri Lady“, който става третият №1 на дуета не само в Германия, но и в много други страни.

## Информация за албума
Историята на „Cheri, Cheri Lady“ /Скъпа, скъпа лейди/ е интересна. Тя е написана някъде през май 1985 г., когато Дитер я представя на Томас в студиото и той е възхитен от нея, защото е лека, шлагерна и с лесно запомнящ се текст. Когато обаче месец по-късно Болен изпраща на Андерс окончателните предложения от песни за албума, песента отсъства! На въпроса на Томас: "А къде е „Cheri, Cheri Lady“?, Дитер отговаря, че я е изхвърлил в кошчето за боклук и все още е там, защото му се струвала твърде елементарна. Томас го убеждава, че песента е много хубава и Дитер я изважда от там и се съгласява да я запишат заедно с още 12 песни, които звукозаписната компания определя за албума. В края на краищата тя не само е включена в албума, но се взема решение да бъде пусната като водещия сингъл. Песента е пусната на 2 септември 1985 г. и две седмици по-късно влиза в Топ 10, а на 14 октомври 1985 г. измества „Мария Магдалена“ на Сандра от първото място и остава 4 седмици на върха. Продадена е в 500 000 копия. В топ 10 прекарва 5 седмици, а в Топ 20 две седмици. В края на краищата Шери, шери лейди става и визитната картичка на дуета. Албумът се изкачва в класацията на 2-ра позиция на 4 ноември 1985 г. и остава там 4 седмици, след което остава в Тор 10 11 седмици и общо 44 седмици в класацията.
Характерното за този албум е, че звучи леко баладично, макар в типичния диско ритъм стил. Песните са мелодични и лесно запомнящи се. Това прави албума достатъчно успешен и предпочитан за домашно слушане. На упреците на критиците, че песните на „Модърн Токинг“ са подходящи за слушане не в големи концертни зали, а предимно в домашна обстановка от хора отпочиващи след тежък изморителен ден, певците отговарят спокойно: „Те не са предназначени за други хора.“ Измежду песните в албума Дитер посвещава една на току-що родения си първороден син – Марк – „With a little love“, която е пусната и като максисингъл. Приятни са и разкошните балади – „Wild wild water“ и „Why Did You Do It Just Tonight“, с ярко изразен лиричен текст, дискотечното парче – „Heaven will know“ и разкошната „Don't Give Up“. Въобще песните, както в първия, така и във втория албум са с много стилни и романтични текстове, което е основната предпоставка за успеха на албума.

## Списък с песните
1. „Cheri, Cheri Lady“ – 3:45
2. „With A Little Love“ – 3:33
3. „Wild Wild Water“ – 4:18
4. „You're The Lady Of My Heart“ – 3:19
5. „Just Like An Angel“ – 3:14
6. „Heaven Will Know“ – 4:02
7. „Love Don't Live Here Anymore“ – 4:22
8. „Why Did You Do It Just Tonight“ – 4:23
9. „Don't Give Up“ – 3:19
10. „Let's Talk About Love“ – 3:53